# Гребінка Микола Павлович
 Микола Павлович Гребінка  (1819, Глибокий Яр Пирятинського повіту Полтавської губернії — 27 вересня 1880, м. Санкт-Петербург) — архітектор, академік архітектури, дійсний статський радник. Молодший брат письменника Євгена Гребінки.

## Біографія
Син відставного штаб-ротмістра Павла Івановича Гребінки та Надії Іванівни (уродж. Чайковської). Микола Павлович народився 1819 року на хуторі Глибокий Яр в парафії села Короваї. Дитинство провів у рідному селі з батьками, але вже в 1834, його викликає в Петербург старший брат Євген.
У листопаді 1835 Євген Павлович пише прохання головнокомандувачу Шляхів сполучення і публічних будівель генерал- ад'ютанту графу К. Ф. Толю з проханням прийняти його молодшого брата в Академію Мистецтв. Пройшовши випробування в науці і малюванні, недоук Микола виявився здатним до навчання і був зарахований в число пансіонерів Імператорської Академії Мистецтв за рахунок відомства шляхів сполучення і публічних будівель.
У Миколи Павловича було домашнє прізвисько — Кокамбо, саме так брат Євген називав його в сімейному листуванні. 24 вересня 1843 Микола закінчив Академію з присвоєнням звання «некласного» художника і срібною медаллю 2 -го ступеня за успіхи з архітектури. Архітекторську практику почав з 1 січня 1844 під керівництвом професора архітектури Р. І. Кузьміна, як його помічник, у новоутвореному Правлінні 1 Округа Шляхів сполучення, виконував під його наглядом проекти різних будівель в тому числі: Гатчинського собору, Гатчинського палацу, будинків в Санкт-Петербурзі.
20 серпня 1845 надано чин колезького реєстратора. З 24 серпня 1847 перебував на посаді архітектора при креслярської Правління Округу, займаючись складанням проектів будівель і перебудов і зведенням за власними проектами різних будівель. З перебудов гідний згадки Андріївський собор з прибудовою до нього двох нових приміщень. З приватних будівель того часу варто відзначити будинок Жукова, на розі Горохової і Садової вулиць, про який імператор Микола I при найвищому «розгляді» проекту зволив висловитися: «Я радий, що на цьому місці буде будинок, а не клітка». В 1852 Імператорська Академія мистецтв удостоїла Миколу Павловича звання академіка архітектури. З тих пір і до травня 1867 а він залишався на службі в Правлінні Першого Округа Шляхів сполучення.
За цей період часу Микола Павлович провів безліч приватних, міських і казенних будівель і перебудов, числом не менше 70 — як у самій столиці, так і за межами її в різних губерніях. Значна повна перебудова будівлі колишнього управління 1-й Адміралтейської частини в 1860, за яку він був нагороджений орденом Святого Володимира 4-го ступеня. Особливо варто виділити будівлю міністерства шляхів сполучення, за спорудження якого в 1861 Микола Павлович був «височайше» нагороджений орденом Святого Станіслава 2-го ступеня. Після передачі в 1867 будівельної частини у ведення міністерства внутрішніх справ він був зарахований у технічно-будівельний комітет в цього міністерства.
У 1871 році за два місяці за проектом Миколи Павловича було побудовано дерев'яне приміщення для ремісничих класів будинку піклування бідних дітей і при ньому церкву, за що йому був наданий орден Святої Анни 2-го ступеня.
У 1874 році закінчив будівництво будівлі ремісничого училища, що знаходиться в 1-й роті Ізмайловського полку, по фасаду професора М. А. Макарова, за що був проведений в чин дійсного статського радника.
У 1875 році брав участь у перегляді правил Будівельного училища, як член особливої комісії. До будівель Миколи Павловича за останні десятиліття відносяться створені за його власними проектами: церква в ім'я Святого Олександра Свірського у Ямських рядів у Санкт-Петербурзі і в ім'я явища чудотворної Тихвінської ікони Божої матері, усипальниця комерції радника Полежаєва, що на цвинтарі Олександро -Невської лаври.
Також творінню його рук належать: богадільня братів Єлисеєвих на Василівському острові по 3-й лінії; капітальна перебудова торгового ряду, відомого під ім'ям банківської лінії в Гостиному дворі; лазні Овсянникова Різдвяної частини; будинку братів Єлисеєвих на Василівському острові у Біржовому провулку з винними підвалами та пристроєм коморах; два будинки Овсянникова на Калашниковському проспекті і на розі Кірочної вулиці, Фурштатської і Воскресенського проспекту; будинок Полежаєва на Калашниковському проспекті і багато інших приватних будинків.
Своє перше придбання власного житла Микола Павлович зробив у 1849 році. Мабуть, якийсь час у нього жила його мати, і сестра Людмила Павлівна (десь до 1852 року). Потім мати виїхала в рідний хутір Убіжище, а сестра вийшла заміж за Володимира Павловича Єлізарова. За даними на 1854 він жив у будинку 27 на 12 лінії Васильєвського острова, що належав Бєловій.
Пізніше у нього було як мінімум два власних будинки — один на 6-й лінії Васильєвського острова, будинок 49 ,споруди 1860, другий — особняк на Малому проспекті Васильєвського острова, будинок 16, ліва частина, 1867–1868 років будівлі. Тут у вересні 1877 у нього знімав квартиру № 4 Ілля Юхимович Рєпін.
За рік до смерті погане здоров'я Миколи Павловича змусило його віддалитися від справ. Помер дійсний член Санкт-Петербурзького товариства архітекторів і гласний міської думи, академік архітектури, дійсний статський радник Микола Павлович Гребінка 27 вересня і 29 вересня 1880 був похований у Санкт-Петербурзі на Смоленському кладовищі.
Одружений він не був і дітей не мав.

## Творчий доробок

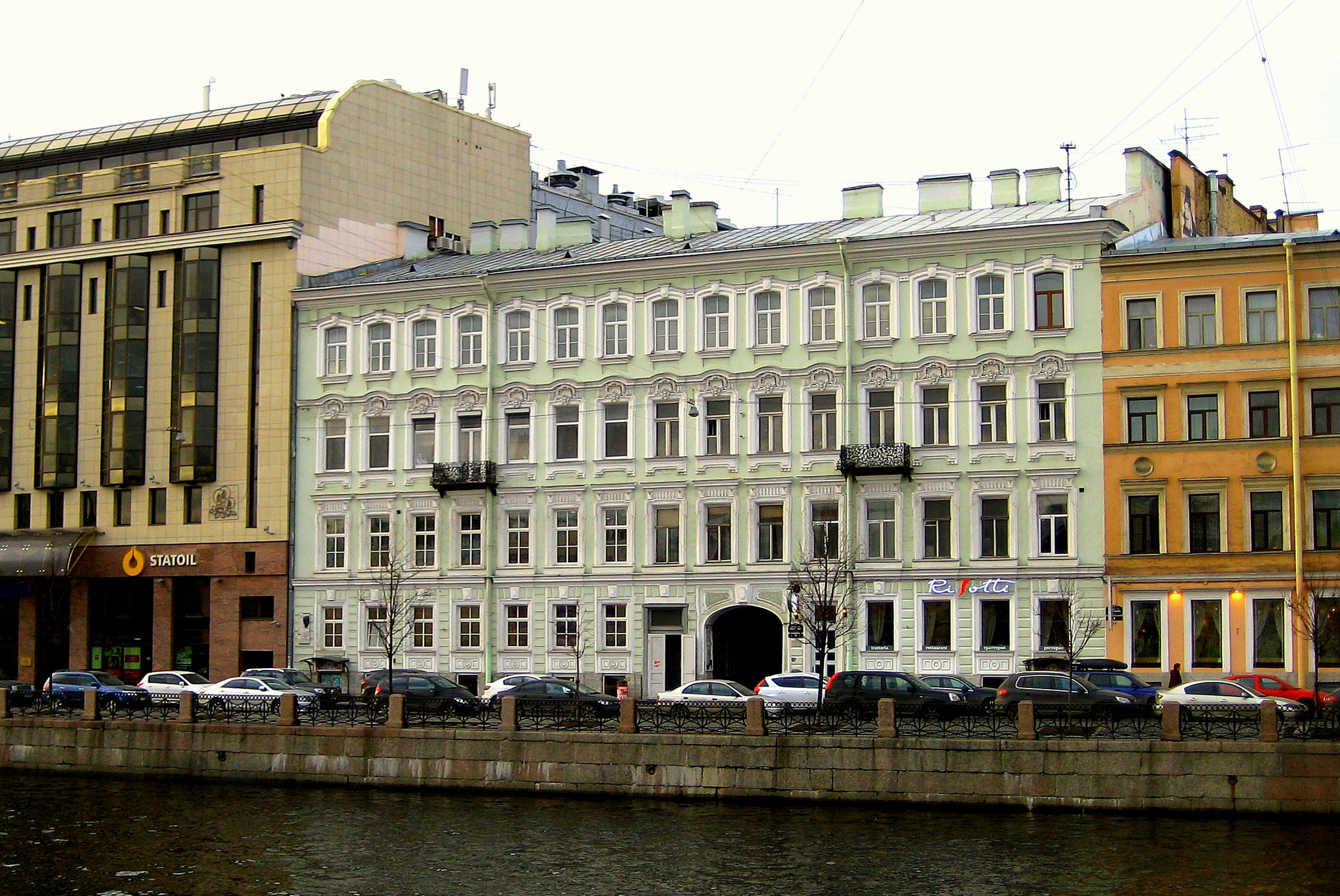
Прибутковий будинок Хмельницького (1864) Набережна річки Фонтанки № 11

Виконав проекти близько 70 споруд у Санкт-Петербурзі та його передмістях, зокрема:
- собор при Гатчинському палаці (1844),
- Придворно-служительський дім (1844),
- прибутковий будинок В. Жукова (1845),
- будинок торгових лазень В. Жукова (1847),
- нефи Андріївського собору (1848–1850),
- садиба Є. Бранденбурга (1849),
- торгові будівлі Щукинського ринку (1850),
- садиба С. Овсянникова (1852),
- садиба П. Михєєва (1856),
- прибуткового будинку М. Руадзе (1856–1857),
- садиба Є. Княжніна (1857),
- будівя управління 1-ї Адміралтейської частини (1860),
- будівля Міністерства шляхів сполучення (1861),
- садиба Г. Єлисєєва (1861–1862),
- Тихвінська церква Олександро-Невської лаври (1869–1873),
- будівлі ремісничих класів Виховного будинку для бідних дітей (1871),
- будівлі ремісничого училища 1-ї роти Ізмайловського полку (1874),
- будівлі Єлизаветинської богадільні Єлисєєвих (1874)

## Джерело
- Українці у світі
- «Петриченко. Історія роду.». Родовід розпис роду Гребінок [Архівовано 3 квітня 2012 у WebCite]
- У росах ноги набродив. / М.І. Рудаков. - К.: МДФ "Українська хата", 2022. - 48 с.: ISBN 978-966-7025-28-1С.33